# Tony Accardo
Antonino Accardo, soprannominato Joe Batters (Chicago, 28 aprile 1906 – Chicago, 22 maggio 1992), è stato un mafioso statunitense, uno dei boss più potenti, rispettati, temuti e influenti di Cosa nostra statunitense e autorevole membro della Commissione.
Sotto il suo comando, la Famiglia di Chicago ha incrementato il suo potere e la sua ricchezza, espandendosi in nuovi territori e diversificando le diverse attività. In possesso di una mente agile e di un innato istinto per la sopravvivenza, Accardo è considerato uno dei più astuti boss della sua epoca.

## Gli inizi
Nasce nel quartiere siciliano (Little Sicily) del West Side a Chicago. I suoi genitori sono Francesco Accardo, un calzolaio, e Maria Giannola, due giovani sposi emigrati nel 1905 da Castellammare del Golfo, in provincia di Trapani, un anno prima della nascita di Antonino.
A 14 anni Accardo viene espulso dalla scuola. Presto entra a far parte di una banda di adolescenti del quartiere, chiamata circus cafe gang, una delle tante bande di strada dei quartieri poveri di Chicago. Queste bande di giovani erano un vivaio per le organizzazioni criminali. Il suo primo arresto avvenne all'età di 16 anni nel 1922, per furto d'auto e guida senza patente. Presto incomincia a essere notato dai boss locali. Nel 1926 fa amicizia con Jack M'gurn, un giovane coetaneo che lo presenta al suo boss Al Capone. M'gurn è il migliore killer di Capone, e Accardo entra a far parte subito del suo gruppo di fuoco, quindi i due diventeranno inseparabili. Accardo diventa presto uno degli uomini di fiducia di Capone nel contrabbando di alcol fungendo da suo guardaspalle.

## L'ascesa
Proprio durante il proibizionismo Accardo venne soprannominato dallo stesso Capone Joe Batters (Joe il Battitore). L'episodio risale all'8 maggio 1929, quando Joseph Giunta, Albert Anselmi, e John Scalise furono uccisi a colpi di mazza da baseball da Capone e dallo stesso Accardo. I tre siciliani erano sospettati di voler uccidere Capone e prendere il suo posto. Invitati con la scusa di una grande cena all'Hotel Lexington, furono massacrati a colpi di mazza.
Accardo nel corso degli anni fu sospettato di aver commesso decine di omicidi, tra cui quello di Frankie Yale, avvenuto a New York nel 1928, e la strage di San Valentino del 1929, anche se gli storici sostengono che del massacro abbia fornito solo appoggio logistico, mentre è accertato che l'11 ottobre 1926 sia stato uno dei killer di Hymie Weiss, rivale di Capone e capo della banda del North Side.
Nel 1929, mentre si trovava a Miami assieme a Jack M'gurn, ospite nella villa di Al Capone, venne condotto alla centrale di polizia per degli accertamenti e rilasciato poche ore dopo. Nel 1931 Capone fu condannato a 11 anni per evasione fiscale. Frank Nitti, divenuto il nuovo capo dell'organizzazione, promosse Accardo da soldato a capodecina, facendolo diventare in questo modo a soli 26 anni uno degli uomini più potenti della cosca e principale uomo di fiducia di Nitti stesso. Sempre nel 1931 la commissione di controllo sul crimine organizzato di Chicago lo pose al primo posto della lista come nemico pubblico della città.
Accardo organizzò una serie di redditizi traffici come: gioco d'azzardo, estorsioni, usura, scommesse illegali, appalti truccati, controllo dei sindacati, prostituzione e contrabbando di alcol e sigarette, versando il 10% dei guadagni del suo gruppo al Capo della Famiglia. Uno dei suoi soldati di fiducia era il braccio destro, coetaneo e amico d'infanzia Joseph Aiuppa. Altri soldati importanti del suo gruppo erano suo fratello Joseph Accardo, William Daddano, John Manzella, Charles Nicoletti, Charles Inglese, Anthony Pitello, Frank Buccieri e suo fratello Fiore Buccieri, Louis Briatta, Albert Fabrotta, Joseph Gagliano, Leonard Giannola, James Mirro, Joseph Fusco, Dominick Blasi, i fratelli Sam DeStefano e Mario DeStefano, Sam Ariola, e Dominick Volpe.

## Vita privata
Nel 1934 all'età di 28 anni sposò Clarice Pordzany, una ragazza di origine polacca conosciuta quando era ancora adolescente. I due ebbero quattro figli e vissero quasi sempre in una proprietà a River Forest, un elegante quartiere periferico di Chicago. Il lavoro ufficiale di Accardo era quello di venditore di birra per una fabbrica di Chicago, probabilmente di sua stessa proprietà tramite opportuni prestanomi.

## Gli anni del potere
Mentre il potere di Accardo continuava a crescere all'interno dell'organizzazione, all'inizio degli anni quaranta molti esponenti di spicco della Famiglia furono arrestati e condannati dalle autorità per le estorsioni ai sindacati del cinema di Hollywood, controllati proprio dalla Cosca di Chicago assieme alla Famiglia di Los Angeles. Nel 1943 Frank Nitti, in carcere per evasione fiscale, si suicida. Nello stesso periodo Capone viene rilasciato dal carcere ormai malato, così Paul Ricca diventa il boss con Accardo suo vice.
Alla fine degli anni 1940 Paul Ricca viene condannato a 10 anni di carcere, e così Accardo diventa il boss della cosca. Sotto la guida di Accardo gli interessi si ampliano: con il controllo delle slot machines, i distributori automatici, la contraffazione di sigarette e dei bolli fiscali dei liquori, il traffico di eroina che arriva dalla Sicilia; inoltre impone l'installazione delle slot machines nelle stazioni di benzina, nei ristoranti e nei bar. Al di fuori di Chicago la sua Cosca è in rapida espansione, crea nuovi traffici in California, nel Nevada con il controllo di alcuni casinò di Las Vegas e a Cuba. A Las Vegas fa in modo che tutti i casinò utilizzino le sue slot machines.
Nel Kansas e in Oklahoma approfitta del divieto di produrre e vendere alcol per impiantarvi le sue attività di vendita e contrabbando. Il risultato di questi cambiamenti è un periodo di prosperità per l'organizzazione e di grande considerazione all'interno della Commissione, soprattutto per il suo carisma. Paul Ricca una volta disse: Ha più cervello Accardo soltanto nella prima colazione, che Capone tutto il giorno. Nel 1956, per fare allentare la presa su di lui da parte delle autorità, lascia il posto di Capo Famiglia a Sam Giancana, diventando il Consigliere, cioè il numero 3 della Famiglia. Nel 1959 assieme alla moglie Clarice, si concede una lunga vacanza in Europa, dove visita la Sicilia, risiedendo e incontrando i suoi parenti nella sua città di origine Castelvetrano. Un anno più tardi, nel 1960, viene condannato a 6 anni di carcere per evasione fiscale, ma la corte d'appello rovescia la sentenza, e l'accusa su di lui cade.
Dopo un periodo idilliaco, Giancana incomincia a rifiutare di spartire una parte dei suoi sontuosi proventi dei casinò di Cuba e dell'America centrale con gli altri membri principali della Famiglia, così all'incirca nel 1966, dopo aver trascorso un anno di prigione, Giancana viene sostituito da Sam Battaglia con il sostegno dello stesso Accardo sempre come consigliere e da Paul Ricca come vicecapo. Giancana per paura di ritorsioni si rifugia in Messico. Nel giugno 1975, dopo aver trascorso la maggior parte del suo esilio in Messico, Sam Giancana venne ucciso a casa sua a Oak Park, un elegante sobborgo di Chicago dal killer Dominick Blasi su ordine di Accardo e del nuovo boss della Famiglia, Joseph Aiuppa.

## Gli ultimi anni
Dalla fine degli anni 1970 Accardo incomincia a passare gran parte del suo tempo nella sua lussuosa residenza di Palm Springs in California, tornando a Chicago saltuariamente, per presiedere riunioni con altri mafiosi, o per mediare controversie. All'inizio degli anni 1980 il patrimonio di Accardo include: aziende, investimenti immobiliari, uffici commerciali, centri di vendita al dettaglio, aziende agricole di legname, fabbriche di lavorazione della carta, alberghi, concessionarie auto, aziende di autotrasporto, società editoriali, ristoranti e agenzie di viaggio per un valore di centinaia di milioni di dollari. Accardo e sua moglie Clarice vissero gli ultimi anni a Barrington Hills, vicino a Chicago, in casa di sua figlia e suo genero.
Nonostante l'arresto record risalente al 1922, quando aveva appena 16 anni, Accardo passò in carcere una sola notte in tutta la sua vita.
Il 22 maggio 1992 Accardo muore di cause naturali all'età di 86 anni. Fu sepolto nel cimitero di Hillside, nella tomba dove verrà seppellita anche sua moglie Clarice, morta il 15 novembre 2002 all'età di 91 anni.